# Агия Параскеви (дем Касандра)
Вижте пояснителната страница за други значения на Агия Параскеви.
Агия Параскеви (на гръцки: Αγία Παρασκευή) е село в Егейска Македония, Гърция, в дем Касандра, административна област Централна Македония. Агия Параскеви има население от 361 души (2001).

## География
Агия Параскеви е разположено в центъра на южния край на полуостров Касандра. Къщите са каменни, а основната църква се казва „Света Параскева“. В селото има лечебни минерални извори. Южно от селото, на брега на Солунския залив е разположен курортът Лутра Агия Параскевис или Агиос Николаос.

## История

### В Османската империя
По време на османското владичество е едно от 12-те села на полуострова и е вакъф на Газанфер ага. Жителите на Агия Параскеви участват във Халкидическото въстание, като един от най-известните революционери от селото е Христодулос Димитриу.
В XIX век Агия Параскеви е село в каза Касандра на Османската империя. Църквата „Света Параскева“ е изгаряна три пъти, преди и след Гръцкото въстание от 1821 година. Александър Синве („Les Grecs de l’Empire Ottoman. Etude Statistique et Ethnographique“) в 1878 година пише, че в Агия Параскеви (Aya-Paraskévi), Касандрийска епархия, живеят 800 гърци. Към 1900 година според статистиката на Васил Кънчов („Македония. Етнография и статистика“) в Ая Параскева живеят 384 жители гърци християни. По данни на секретаря на Българската екзархия Димитър Мишев („La Macédoine et sa Population Chrétienne“) в 1905 година в Света Парашкева (Sveta-Parachkeva) има 355 гърци.
Селото дава и двама андартски дейци – Константинос Сарафянос и Константинос Гарагеоргис.

### В Гърция
В 1912 година, по време на Балканската война, в Агия Параскеви влизат гръцки части и след Междусъюзническата война в 1913 година остава в Гърция.
| Име     | Име     | Ново име | Ново име | Описание                           |
| ------- | ------- | -------- | -------- | ---------------------------------- |
| Амбарес | Άμπάρες | Стена    | Στενά    |                                    |
| Роки    | Ροκι    | Аменос   | Άνεμος   | възвишение на ЮИ от Агия Параскеви |
| Фарфара | Φαρφαρά | Рема     | Ρέμα     | река                               |

## Личности
Родени в Агия Параскеви
- Константинос Карагеоргис, учител, деец на Гръцката въоръжена пропаганда в Македония[2]
- Константинос Сарафянос, учител, деец на Гръцката въоръжена пропаганда в Македония[2]
- Христодулос Димитриу, участник в Гръцката война за независимост в 1821 г.[2]